# Silene guntensis
Silene guntensis là loài thực vật có hoa thuộc họ Cẩm chướng. Loài này được Schischk. miêu tả khoa học đầu tiên.